# Roberto de Assis Moreira
Roberto de Assis Moreira, mais conhecido apenas como Assis (Porto Alegre, 10 de janeiro de 1971), é um empresário e ex-futebolista brasileiro que atuava como meio-campista. É conhecido também por ser irmão e empresário do ex-jogador Ronaldinho Gaúcho.

## Carreira
Filho de João Moreira, um guardador de carros do Estádio Olímpico, o próprio pai o incentivou a frequentar a escolinhas do Grêmio. Jogou nos times de base do tricolor gaúcho em meados dos anos 1980 e iniciou a carreira profissional no final da década de 1980. Na época, ele era ainda uma grande promessa na equipe que tinha Cuca, Kita, Paulo Egídio, entre outros. Foi tricampeão gaúcho em 1988, 1989 e 1990 e da Copa do Brasil de 1989.
Em 1992, foi vendido para o Sion, da Suíça, onde foi campeão da Copa da Suíça em 1995 e em 1997. Entre os títulos conquistados pelo clube suíço, jogou no Sporting na temporada 1995–96, sendo campeão da Supertaça Cândido de Oliveira. Depois retornou ao Brasil, jogando no Vasco da Gama e no Fluminense.
Na temporada europeia de 1998–99, jogou no Estrela da Amadora, de Portugal.
Ainda jogou no Corinthians, no Guadalajara, do México, e no Consadole Sapporo, do Japão. Seu último clube foi o Montpellier, da França.
Assis costumava negociar diretamente seus contratos, quando jogador, e assim virou empresário do próprio irmão, Ronaldinho Gaúcho, assessorando na carreira futebolística e em seus empreendimentos. Também foi empresário de outros jogadores, como o ex-atacante gremista Rodrigo Gral.
Assis também é dono do clube brasileiro Porto Alegre, que atualmente está licenciado ao Campeonato Gaúcho.

## Condenação e prisão
No dia 17 de abril de 2012 foi condenado à prisão em regime semiaberto pelo Tribunal Regional Federal da 4ª Região por lavagem de dinheiro e sonegação de impostos.
Em março de 2020, foi preso preventivamente, juntamente com Ronaldinho Gaúcho, no Paraguai, por falsificação de documentos; no caso, um passaporte paraguaio em seu nome.

## Títulos
Grêmio
- Campeonato Gaúcho: 1988, 1989 e 1990
- Copa do Brasil: 1989
- Supercopa do Brasil: 1990

Sporting
- Supertaça Cândido de Oliveira: 1995

Sion
- Campeonato Suíço: 1996 e 1997
- Copa da Suíça: 1995, 1996 e 1997